# Quadern d'Anna Magdalena Bach

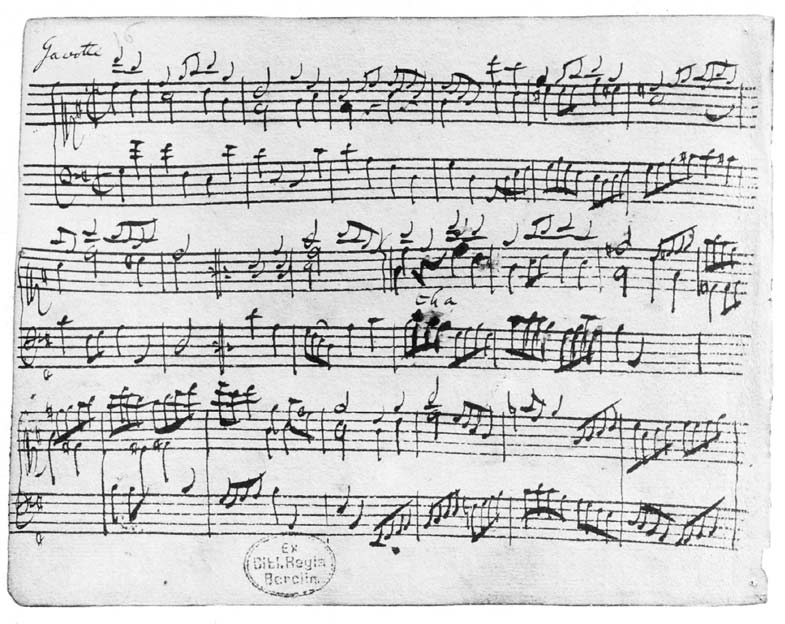
Pàgina del llibre de 1722 que conté la Gavota de la Suite francesa número 5, (BWV 816).

El Quadern d'Anna Magdalena Bach (en alemany, Notenbüchlein für Anna Magdalena Bach) és un recull que consisteix més exactament en dos quaderns de notes manuscrites que el compositor del barroc alemany, Johann Sebastian Bach, va regalar a la seva segona esposa, Anna Magdalena. Els quaderns estan compostos per exemples musicals per a teclat, com ara minuets, rondós, poloneses, sonates, preludis corals, marxes i algunes peces vocals en forma d'ària.
Els dos llibres daten de 1722 i 1725. El títol Llibre d'Anna Magdalena se sol utilitzar per referir-se a l'últim d'ells. La principal diferència entre ambdós és que el primer conté obres de Johann Sebastian Bach, entre les quals s'inclouen la majoria de les Suites franceses, mentre que el segon, el de 1725, és una compilació musical del mateix Bach i amb obres d'altres compositors de l'època.
El Quadern d'Anna Magdalena Bach ofereix una interessant compilació de com era la música domèstica al segle xviii i dels gustos musicals de la família Bach.